# День памяти воинов-интернационалистов
День памяти о россиянах, исполнявших служебный долг за пределами Отечества — официальная памятная дата в Российской Федерации, призванная почтить память воинов-интернационалистов, исполнявших интернациональный долг за пределами границ своей Родины. Отмечается ежегодно 15 февраля.

## История
Дата для проведения «Дня памяти о россиянах, исполнявших служебный долг за пределами Отечества» была выбрана не случайно. Именно в этот день, 15 февраля 1989 года, последняя колонна советских войск покинула территорию Афганистана. В этот день командующий Ограниченным контингентом генерал-лейтенант Борис Всеволодович Громов, спрыгнув с бронетранспортёра, пересёк мост, символизируя этим, что он последним перешёл пограничную реку Амударья (г. Термез), но в реальности последними Афганистан покинули подразделения пограничников и спецназа, прикрывавшие вывод войск и вышедшие на территорию СССР только во второй половине дня 15 февраля. Это событие ознаменовало для Советского Союза окончание Афганской войны, которая продлилась девять лет и унесла жизни более 15 тысяч советских граждан.
В 2010 году «День памяти воинов-интернационалистов» приобрёл официальный статус (подобный день отмечается на Украине). Федеральным законом от 29 ноября 2010 г. № 320-ФЗ в статью 1.1 Федерального закона № 32-ФЗ от 13.03.1995 года «О днях воинской славы и памятных датах России» внесены изменения, вступающие в силу с 1 января 2011 г.
Статья 1.1. Памятные даты России
В Российской Федерации устанавливаются следующие памятные даты России:
15 февраля — День памяти о россиянах, исполнявших служебный долг за пределами Отечества.

Знак «Воин-интернационалист СССР»

«День памяти о россиянах, исполнявших служебный долг за пределами Отечества» не является нерабочим днём.
В соответствии с приложением Федерального закона от 12.01.1995 № 5-ФЗ «О ветеранах» советские и российские военнослужащие в период с 1936 по 2008 годы участвовали в 47 зарубежных конфликтах на территории 22 стран (не считая Великой Отечественной войны, а также боевых действий, ведшихся исключительно или преимущественно на территории РСФСР, СССР, России).

## Родственные праздники

### Беларусь
Одноимённая памятная дата в этот же день, 15 февраля, отмечается в Белоруссии, где проживают 24,6 тыс. ветеранов боевых действий на территории других государств (по состоянию на 1 января 2017).

### Украина
Согласно Указу Президента Украины Леонида Кучмы от 11 февраля 2004 года, на Украине ежегодно 15 февраля отмечается «День чествования участников боевых действий на территории других государств». В Афганской войне погибло около 2500 военнослужащих, призванных с территории УССР.